# Gallinago solitaria
Gallinago solitaria là một loài chim trong họ Scolopacidae.
Đây là loài có phạm vi cư trú sinh sản không liên tục trong miền núi phía đông châu Á, ở phía đông Nga, Kazakhstan Kyrgyzstan và Mông Cổ. Nhiều cá thể định cư ở các vùng núi cao, hoặc chỉ di chuyển xuống dốc trong thời tiết khắc nghiệtn, nhưng những cá thể khác lại di cư, trú đông ở đông bắc Iran, Pakistan, miền bắc Ấn Độ và Nhật Bản. Nó là một lang thang đến Ả Rập Saudi, miền đông Ấn Độ và Hồng Kông.